# يوهان عمان
يوهان عمان (بالألمانية: Johann Amman)‏ (و. 1707 – 1741 م) هو عالم نبات من سويسرا . ولد في شافهاوزن .
وكان عضو في الجمعية الملكية، والأكاديمية الروسية للعلوم، وأكاديمية سانت بطرسبرغ للعلوم .
توفي في سانت بطرسبرغ ، عن عمر يناهز 34 عاماً.

## التعليم
تعلم في جامعة ليدن

## جوائز
حصل على جوائز منها:
- زميل في الجمعية الملكية.